# Péter Pázmándy
Péter Pázmándy (Boedapest, 7 juni 1938 – Genève, 23 maart 2012) was een Hongaars voetballer en voetbalcoach. Hij speelde als verdediger, onder meer voor Servette FC. Met die Zwitserse club won hij tweemaal de landstitel als speler en eenmaal als trainer-coach. Pázmándy overleed op 73-jarige leeftijd.

## Erelijst
Servette FC
- Zwitsers landskampioen

1961, 1962